# هنري فيغا
هنري فيغا (بالإنجليزية: Henry Vega)‏ هو ملحن أمريكي، ولد في 1973.

## وصلات خارجية
- هنري فيغا على موقع ميوزك برينز (الإنجليزية)
- هنري فيغا على موقع ديسكوغز (الإنجليزية)